# النظام القانوني الدولي
النظام القانوني الدولي هو الأساس الذي يتم بناءً عليه إقامة العلاقات الدولية. وهذا النظام هو المسؤول عن تنظيم إجراءات الدول في إطار القانون الدولي. والجهات الرئيسية الخاضعة للقانون الدولي هي الدول وليس الأفراد الذين يخضعون لقانون البلدية. واعترفت محكمة العدل الدولية في قضية التعويض عن الأضرار أن أنواع الشخصية القانونية الدولية بخلاف الأنواع المتعلقة بالدول قد تتواجد وأن الخمسين عامًا السابقة شهدت توسعًا كبيرًا في الأشخاص الخاضعين للقانون الدولي. وبصرف النظر عن الدول، فإن الشخصية القانونية الدولية تتحلى بها المنظمات الدولية وفي بعض الحالات البشر. علاوة على ذلك، قيل أيضًا إن المنظمات غير الحكومية] وحركات التحرر الوطنية تتمتع بالشخصية القانونية الدولية.
منذ عام 1945 خضع النظام القانوني الدولي للهيمنة من قِبل الأمم المتحدة والهياكل التي تم إنشاؤها كجزء من تلك المنظمة. بينما كانت الأمم المتحدة هدفًا لانتقادات كبيرة، فقد لعبت مع ذلك دورًا محوريًا في التقنين والتطوير التدريجي للقانون الدولي.
ورعت الجمعية العامة للأمم المتحدة وشجعت بعض أهم التطورات في السنوات الخمسين الماضية من خلال اعتماد المعاهدات والصكوك متعددة الأطراف. ومن أبرز الأمثلة على ذلك قانون البحار لعام 1982 واتفاقية فيينا لقانون المعاهدات لعام 1969.
ويتم لعب دور مهم في العمل القانوني للأمم المتحدة من قِبل اللجنة السادسة (القانونية) وهي إحدى اللجان الست للجمعية العامة. وتتناول اللجنة القانون الدولي بموجب المادة 13(1)(أ) من ميثاق الأمم المتحدة، التي تخول الجمعية العامة أن تشرع في إجراء دراسات وتقديم توصيات إلى تشجيع التطوير والتقنين التدريجي للقانون الدولي.

## كتابات أخرى
Janne Elisabeth Nijman, The Concept of International Legal Personality: An Inquiry into the History and Theory of International Law (Asser Press, The Hague, Netherlands 2004) ISBN 90-6704-183-1

## وصلات خارجية
- United Nations - International Law